# سالپی
سالپی (ارمنی: Սալբի; زاده ۱۸۸۴ – درگذشته ۱۹۶۸) پزشک و نویسنده اهل ارمنستان بود.

## زندگینامه
وی با نام اصلی آرام سالبی ساهاکیان (Արամ Սալբի Սահակյան) در ۱۸۸۴ در قیصریه، امپراتوری عثمانی به دنیا آمد در زمان تحصیل در بیرون به عضویت فدراسیون انقلابی ارمنی درآمد. وی از دانشگاه بیروت فارغ التحصیل شد. . وی در ۱۹۶۸ در سن ۸۴ سالگی در کنستانتسا، رومانی درگذشت